# Minimum-Maximum
Albums de Kraftwerk
Tour de France Soundtracks
(2003) 3-D The Catalogue
(2017)
Minimum-Maximum est le premier album live officiel du groupe allemand de musique électronique Kraftwerk, paru en 2005. Il se décline en deux formats : audio sur double CD et vidéo sur double DVD. 
Minimum-Maximum contient ainsi des titres enregistrés lors de la tournée mondiale de 2004, issus notamment des concerts qui ont eu lieu à Varsovie, Ljubljana, Riga, Moscou, Paris, Berlin, Londres, Budapest, San Francisco, Tokyo et Tallinn. À cette époque, Florian Schneider était encore présent sur scène. 
À l'instar de la plupart des albums studios de Kraftwerk, Minimum-Maximum est publié en deux versions de langue, l'anglais (pour le marché international) et l'allemand (la langue native du groupe), avec donc un contenu en partie différent. 
Le DVD vidéo présente une image en résolution normale 16:9 compatible 4:3 et un son PCM stéréo ou DTS 5.1 multicanal. 
Une édition spéciale de Minimum-Maximum sort également le 5 décembre 2005 dans un coffret à l'apparence extérieure et intérieure d'un ordinateur portable sous le nom de Notebook. Le coffret contient le double CD et le double DVD, ainsi qu'un livre de 88 pages contenant photos et illustrations du visuel des concerts, et dont la couverture fait office de "clavier" à l'ouverture du Notebook. 
Le titre Planet of Visions, est une version réarrangée de la chanson Expo 2000, intégrant notamment des éléments d'un remix de 2001 par Underground Resistance. Le texte vocodé Sellafield 2 en prologue de Radioactivity/Radioaktivität est également inclus dans ce live. Le mixage de l'album contient à certains moments quelques bruits d'ambiance du public afin de souligner la présence de ce dernier. L'introduction au vocoder Meine Damen und Herren, qui annonce le début de chaque concert, figure uniquement sur la version DVD qui comprend également un titre bonus : Aero Dynamik, performance enregistrée en novembre 2003 à Édimbourg lors des MTV Europe Music Awards.
Minimum-Maximum a été nommé aux Grammy Awards 2006 pour le meilleur album Electronic/Dance.

## Pistes

### CD audio
| 1.  | The Man-Machine (Warszawa Sala Kongresowa 27.05.04)   | 7:55 |
| 2.  | Planet Of Visions (Ljubljana Križanke 24.05.04)       | 4:45 |
| 3.  | Tour De France Étape 1 (Riga Olimpiska Hall 29.05.04) | 4:22 |
| 4.  | Chrono (Riga Olimpiska Hall 29.05.04)                 | 1:29 |
| 5.  | Tour De France Étape 2 (Riga Olimpiska Hall 29.05.04) | 4:48 |
| 6.  | Vitamin (Moskwa Lushniki 03.06.04)                    | 6:41 |
| 7.  | Tour De France (Paris Le Grand Rex 22.03.04)          | 6:18 |
| 8.  | Autobahn (Berlin Tempodrom 25.03.04)                  | 8:51 |
| 9.  | The Model (London Brixton Academy 20.03.04)           | 3:41 |
| 10. | Neon Lights (London Royal Festival Hall 18.03.04)     | 5:58 |

| 1.  | Radioactivity (Warszawa Sala Kongresowa 27.05.04)      | 7:42 |
| 2.  | Trans Europe Express (Budapest Sportarena 25.05.04)    | 5:01 |
| 3.  | Metal On Metal (Budapest Sportarena 25.05.04)          | 4:28 |
| 4.  | Numbers (San Francisco Warfield 28.04.04)              | 4:27 |
| 5.  | Computer World (Moskwa Lushniki 03.06.04)              | 2:55 |
| 6.  | Home Computer (Warszawa Sala Kongresowa 27.05.04)      | 5:54 |
| 7.  | Pocket Calculator (Moskwa Lushniki 03.06.04)           | 2:58 |
| 8.  | Dentaku (Tokyo Shibuya AX 04.03.04)                    | 3:15 |
| 9.  | The Robots (Moskwa Lushniki 03.06.04)                  | 7:23 |
| 10. | Elektro Kardiogramm (Tallinn Exhibition Hall 30.05.04) | 4:41 |
| 11. | Aéro Dynamik (Riga Olimpiska Hall 29.05.04)            | 7:13 |
| 12. | Music Non Stop (Moskwa Lushniki 03.06.04)              | 9:54 |

### DVD vidéo
Les morceaux et leur ordre sont identiques à ceux du format CD, mais la répartition du contenu entre les deux disques diffère : le disque 1, qui s'ouvre avec l'introduction Meine Damen und Herren (absente du CD), se termine avec la suite Trans Europe Express/Metal On Metal , tandis que le disque 2 commence avec Numbers et contient en plus le titre bonus Aerodynamik / MTV.